# Happily N'Ever After
Happily N'Ever After (bra: Deu a Louca na Cinderela; prt: E Não Viveram Felizes para Sempre) é um filme de computação gráfica de 2007, baseado em um conto dos Irmãos Grimm.

## História
Mambo e Manco são duas criaturas assistentes do Mago que controla a balança do bem e o mal dos contos de fada. Eles tinham uma vida normal até o Mago tirar férias deixando a balança sobre seus cuidados. Enquanto isso, Cinderela (apelidada de Ella) se prepara para ter sua noite com o príncipe, isso até sua madrastra Frida descobrir a sala onde estavam Mambo e Manco e se apossar da balança fazendo com que todos os contos de fadas (principalmente o de sua afilhada) tivesse um final triste unindo todos os vilões para se apossarem da Terra Encantada. Porém Ella, junta de Mambo, Manco e o assistente do príncipe encantado Rick partem na tentativa de trazer o equilíbrio de volta as histórias.